# Erwin Beyeler
Erwin Beyeler (* 21. Februar 1952 in Schaffhausen; heimatberechtigt in Rüschegg) war von 2007 bis 2011 Bundesanwalt der Schweizerischen Eidgenossenschaft und somit Amtsleiter der Bundesanwaltschaft.

## Leben
Erwin Beyeler wuchs in Neuhausen am Rheinfall im Kanton Schaffhausen auf und besuchte dort und in Schaffhausen die Schulen. Er studierte Rechtswissenschaften an der Universität Zürich, wo er 1978 zum Dr. iur. promovierte. In Schaffhausen erlangte er 1982 das Anwaltspatent und führte von 1983 bis 1989 eine eigene Anwaltskanzlei. Er war 1988–1990 stellvertretender Staatsanwalt des Kantons Schaffhausen und 1990–1999 Kommandant der Polizeikorps von Kanton und Stadt Schaffhausen, die unter seiner Führung zusammengelegt wurden. Danach wurde er Stabschef und erster stellvertretender Kommandant der Kantonspolizei Zürich. Ab 2001 amtierte er in Bern als stellvertretender Direktor des Bundesamts für Polizei und Chef der Bundeskriminalpolizei. Aus familiären Gründen wechselte er nach relativ kurzer Zeit nach St. Gallen. Zwischen 2002 und 2007 leitete er die Staatsanwaltschaft und das Untersuchungsamt des Kantons St. Gallen, wo er die einstufige Strafprozessordnung etablierte, welche später in allen Kantonen und beim Bund eingeführt werden soll.
Der Bundesrat wählte Beyeler auf Vorschlag von Bundesrat Christoph Blocher (SVP) am 8. Juni 2007 mit Amtsantritt per 13. August 2007 zum Bundesanwalt der Schweiz.
Am 15. Juni 2011 wurde Beyeler durch die Vereinigte Bundesversammlung für eine weitere Amtszeit von vier Jahren nicht wiedergewählt. Umstritten blieb unter anderem seine Rolle als Chef der Bundeskriminalpolizei beim Einsatz des kolumbianischen Drogenbarons Ramos, der als Vertrauensperson der Strafverfolgungsbehörden auf den Bankier Oskar Holenweger angesetzt worden war. Über diesen Sachverhalt war bereits sein Vorgänger Valentin Roschacher gestürzt. Seine Amtszeit endete Ende 2011. Nachfolger wurde Michael Lauber.
Beyeler ist verheiratet und Vater von zwei Töchtern. Er ist Mitglied der FDP.

## Kriminalromane
Beyeler ist ausserdem als Kriminalroman-Autor in Erscheinung getreten.
- Kern. Eine Kriminalnovelle. Meier Buchverlag, Schaffhausen 2004, ISBN 3-85801-197-5.
- Küng. Eine Kriminalgeschichte. Edition Vogelfrei, Schaffhausen 2012, ISBN 978-3-9521051-1-5.
- Kramer. Eine Kriminalgeschichte. Edition Vogelfrei, Schaffhausen 2014, ISBN 978-3-9521051-2-2.
- Beste Grüsse. Eine Kriminalgeschichte. Edition Vogelfrei, Schaffhausen 2016, ISBN 978-3-9521051-7-7.
- Die Geschichte der Eva Klein. Edition Vogelfrei, Schaffhausen 2017, ISBN 978-3-9524868-0-1.